# Ставло

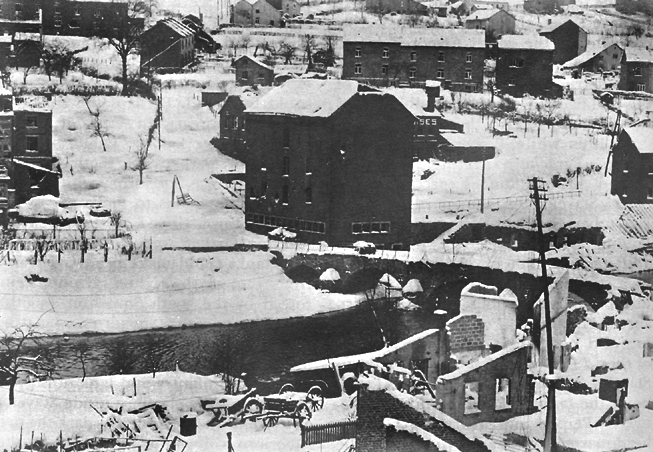
Ставело, декабрь 1944 года.

Ставло́ (фр. Stavelot) — коммуна в Валлонии, расположенная в провинции Льеж, округ Вервье. Принадлежит Французскому языковому сообществу Бельгии. На площади 85,07 км² проживают 6671 человек (плотность населения — 78 чел./км²), из которых 49,56 % — мужчины и 50,44 % — женщины. Средний годовой доход на душу населения в 2003 году составлял 10 988 евро.
Почтовый код: 4970. Телефонный код: 080.

## История
Город вырос вокруг монастыря Ставло, основанного в 651 году. Он был включен в двойное Аббатство Ставло-Мальмеди вместе с находившимся неподалёку монастырем Мальмеди. В дальнейшем, территория аббатства была расширена и Ставло стал его центром и столицей. В 881 и 885 годах на эти земли вторглись норманны, разграбившие и сжёгшие город и монастырь. С образованием Священной Римской империи, аббатство получило статус княжества, а его настоятели титул князя-епископа. С 1546 года аббатство фактически становится частью Льежского епископства, хотя и сохраняет определённые атрибуты суверенитета, в том числе право чеканить собственные монеты.

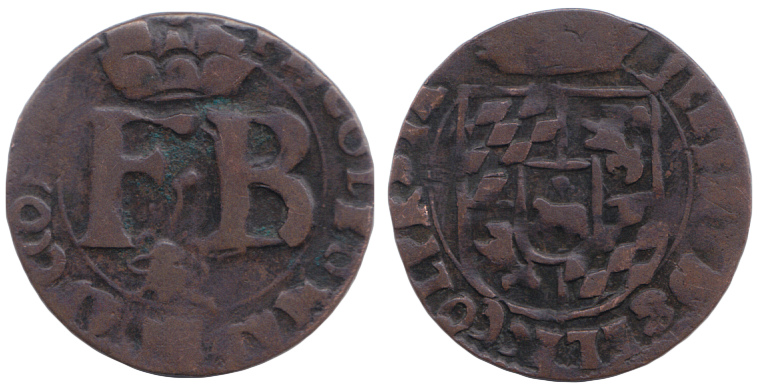
Лиард, аббатство-княжество Ставло-Мальмеди, Фердинанд Баварский, 1643—1650 год. Медь. Монета отчеканена на монетном дворе Ставло. На реверсе в центре изображен герб Ставло — волк.

Расположение на границе между германскими государствами Священной Римской империи, испанскими Нидерландами и Республикой Соединённых провинций, ставило город в невыгодное стратегическое положение, так как при любом военном конфликте через его территорию продвигались войска воюющих сторон. Так, 4 октября 1689 во время Девятилетней войны Аугсбургской лиги Ставло, состоявший тогда из 360 домов, был полностью разрушен. Уцелел только монастырь и монастырское подворье. В XVII веке Ставло становиться крупным центром дубления кожи. Аббатство существовало до 1793 года, когда в результате Наполеоновских войн оно было упразднено, а его земли вошли в состав Французской республики. В 1815 году, по решению Венского конгресса Ставло и его окрестности были переданы Нидерландам. В 1830 году, после Бельгийской революции он стал частью Бельгии.

## Персоналии
- Вибальд из Ставло (1098—1158) — аббат Ставло-Мальмеди и Корвея.
- Жан де Ставло (1388—1449) — хронист из аббатства Святого Лаврентия в Льеже.
- Альфонс Жак де Диксмёйде (1858—1928) — бельгийский военачальник, генерал-лейтенант, исследователь Конго.